# Cardona
Cardona är en ort och kommun i provinsen Barcelona i den autonoma regionen Katalonien i nordöstra Spanien. Orten ligger cirka 72 kilometer nordväst om Barcelona. Kommunen har 4 574 invånare (2024), på en yta av 66,43 km². Ett landmärke är befästningen, Castell de Cardona.